# Derkul
Der Derkul (ukrainisch, russisch Де́ркул, Де́ркуль) ist ein linker Nebenfluss des Siwerskyj Donez im Nordosten der Ukraine an der Grenze zur russischen Oblast Rostow.

## Flusslauf
Der Derkul entspringt nördlich von Markiwka in der ukrainischen Oblast Luhansk an den westlichen Ausläufern des Donrückens. Er fließt in überwiegend südlicher Richtung durch eine hügelige Ebene im Nordosten der Oblast und mündet nach 165 km linksseitig in den Siwerskyj Donez. Im Unterlauf bildet er streckenweise die Grenze zur russischen Oblast Rostow. Am Unterlauf durchfließt der Derkul die Siedlung städtischen Typs Bilowodsk. Wichtigster Nebenfluss des Derkul ist die Polnaja von links. Das Einzugsgebiet des Derkul umfasst 5180 km².